# Notropis maculatus
Notropis maculatus är en fiskart som först beskrevs av Oliver Perry Hay, 1881.  Notropis maculatus ingår i släktet Notropis och familjen karpfiskar. Inga underarter finns listade i Catalogue of Life.